# Khánh Hòa, U Minh
Khánh Hòa là một xã thuộc huyện U Minh, tỉnh Cà Mau, Việt Nam.

## Địa lý
Xã Khánh Hòa nằm ở trung tâm huyện U Minh, có vị trí địa lý:
- Phía đông giáp thị trấn U Minh và xã Khánh Thuận
- Phía tây giáp xã Khánh Tiến
- Phía nam giáp xã Khánh Lâm
- Phía bắc giáp tỉnh Kiên Giang.

Xã Khánh Hòa có diện tích 65,37 km², dân số năm 2022 là 12.869 người, mật độ dân số đạt 196 người/km².

## Hành chính
Xã Khánh Hòa được chia thành 6 ấp: 2, 5, 6, 7, 8, 14.

## Lịch sử
Ngày 25 tháng 7 năm 1979, Hội đồng Chính phủ ban hành Quyết định số 275-CP về việc thành lập xã Khánh Hòa trên cơ sở một phần của xã Khánh Lâm.
Ngày 6 tháng 11 năm 1996, Quốc hội ban hành Nghị quyết về việc chia tỉnh Minh Hải thành hai tỉnh là tỉnh Bạc Liêu và tỉnh Cà Mau. Khi đó, xã Khánh Hòa thuộc huyện U Minh, tỉnh Cà Mau.
Ngày 4 tháng 6 năm 2009, Chính phủ ban hành Nghị quyết số 24/NQ-CP về việc thành lập xã Khánh Thuận trên cơ sở điều chỉnh 17.148 ha diện tích tự nhiên và 13.127 người của xã Khánh Hòa.
Sau khi điều chỉnh địa giới hành chính, xã Khánh Hòa còn lại 6.390,99 ha diện tích tự nhiên và 9.648 nhân khẩu.

## Kinh tế
Cũng như các khu vực khác ở Cà Mau, xã này có địa hình chủ yếu là kênh rạch chằng chịt, nước lợ. Giao thông thủy thịnh hành. Ngành nghề chủ yếu là đánh bắt thủy hải sản và nuôi trồng thủy sản nước lợ như: cua, tôm sú, tôm càng xanh,...